# Castello di Villanova
Il castello di Vilanova si trova in località Le Maschere-Strada della Futa, nel comune di Barberino di Mugello (FI).

## Storia e descrizione

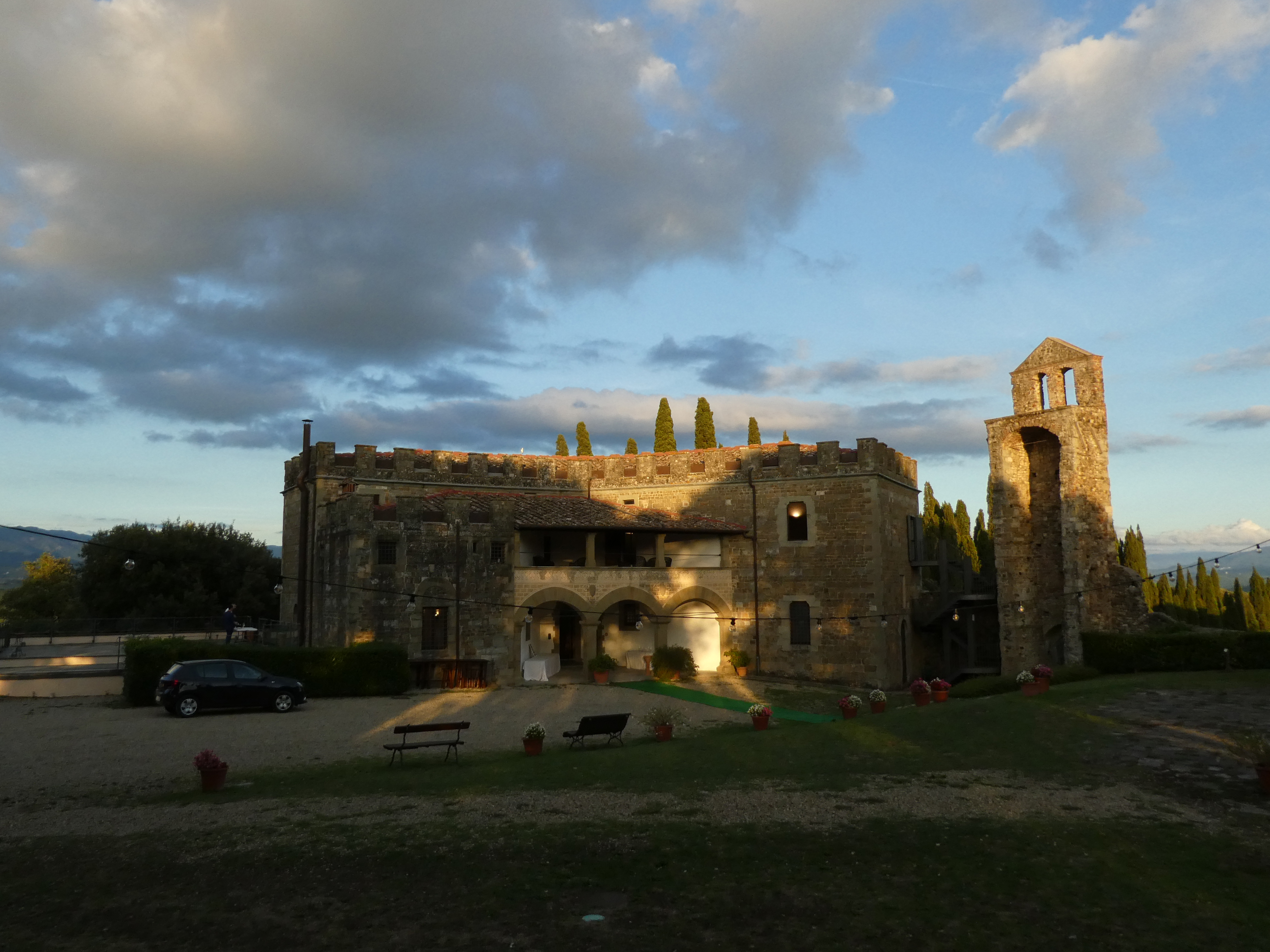
Vista dal cortile superiore

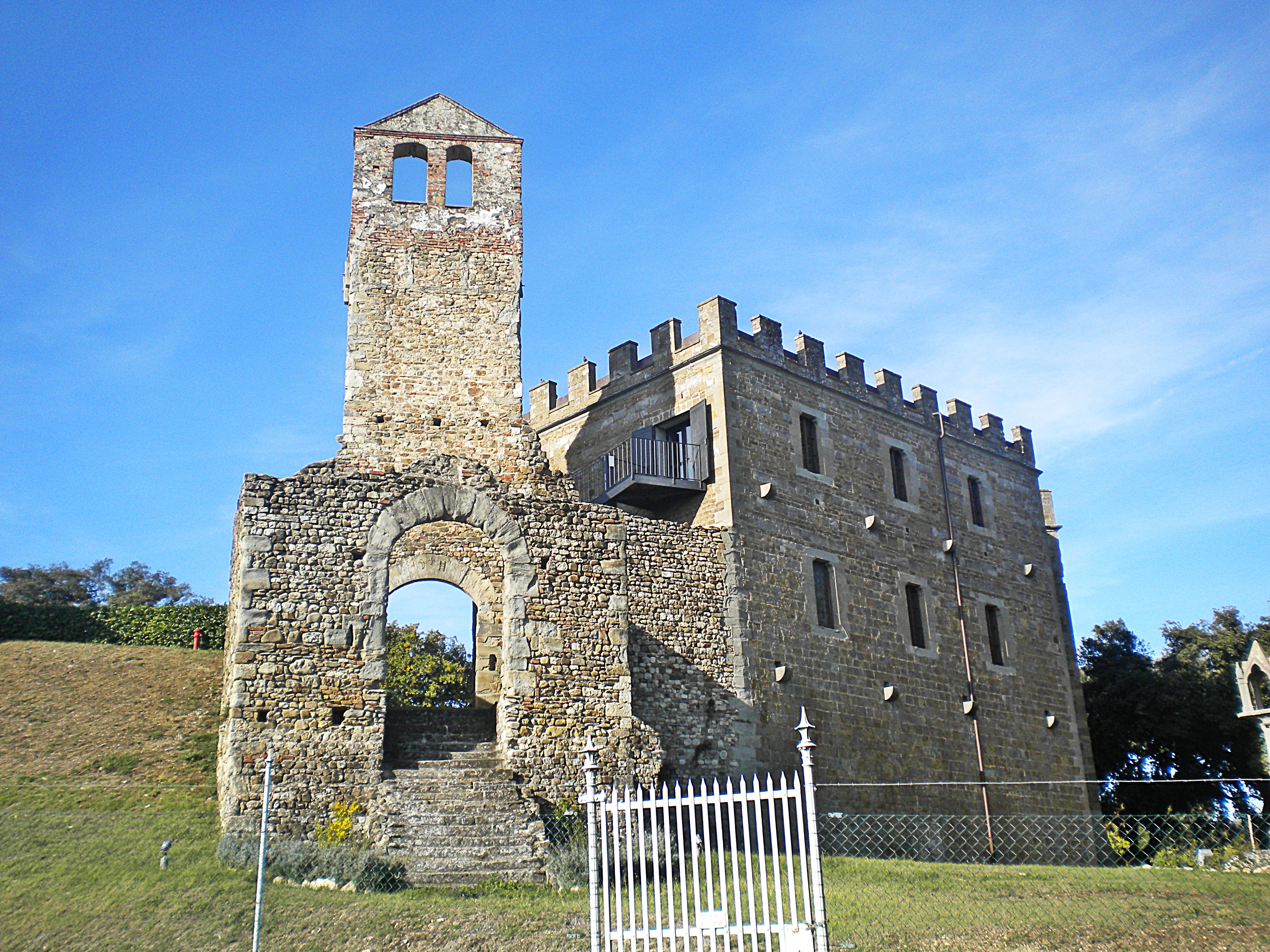
Veduta

Fu un possesso dei nobili Ubaldini chiamati da Villanova, intorno al 1250, ed in seguito della famiglia de' Bettini, ramo degli Ubaldini. È raffigurato, nelle Piante di Popoli e Strade dei Capitani di Parte Guelfa, rilevazione condotta fra il 1582 e il 1586, come una piccola cerchia di mura con porta sovrastata da una torre e un edificio. Si può ipotizzare che l'edificio ospitasse una comunità di un certo rilievo, visto che dentro le mura esisteva anche una Compagnia e la chiesa di San Jacopo.
Nello statuto della Potesteria di Barberino di Mugello (1563) si legge che uno dei consiglieri della Borsa del Consiglio proveniva dal comune di Villanova; incarico di una certa importanza poiché nelle competenze del Consiglio rientravano le normative che regolavano le transazioni economiche della comunità.
La chiesa di San Jacopo, riedificata nel 1334, sotto il patronato dei nobili Cattani, venne annessa dall'arcivescovo di Firenze alla curia di Santa Maria a Colle Barucci nel Piviere di san Giovanni a Petrojo nel 1565. Chiesa e castello furono acquistati nel 1611 dal marchese Ottavio Gerini e compresi nella tenuta e parco della Villa Le Maschere, una delle più vaste ville campestri della provincia del Mugello.
Su parte dei ruderi fu probabilmente edificato l'attuale ottocentesco castello, ricostruito con architettura medioevale di Carlo Gerini e adibito a scuola e convento. Il primo restauro della torre con la porta e la scalinata è stato effettuato nel 1990 per evitare il progressivo deterioramento e la probabile perdita. Il castello ed il parco sono stati oggetto di un piano di recupero volto alla trasformazione ad uso di ristorante e locale per cerimonie o banchetti.
Nel 2003 ha ospitato il raduno nazionale del Registro Beta Montecarlo, che ha rilanciato le attività del sodalizio dopo anni di fermo.